# 芜青黄花叶病毒科
芜青黄花叶病毒科，又称蕪菁變（發）黃鑲嵌病毒科（Tymoviridae），是芜青黄花叶病毒目的一科。

## 下属分类
本科包括以下属：
- 葡萄藤斑點病毒屬 Maculavirus ，代表種：葡萄藤斑點病毒（Grapevine fleck virus）
- 玉米雷亚朵非纳病毒属 Marafivirus ，代表種：玉米雷亚朵非纳病毒（Maize rayado fino virus）
- 芜青黄花叶病毒屬 Tymovirus ，代表種：芜青黄花叶病毒科（Turnip yellow mosaic virus）

属的地位未定的种：
- Bombyx mori latent virus
- Poinsettia mosaic virus